# Coos, alsó-umpqua és siuslaw indiánok

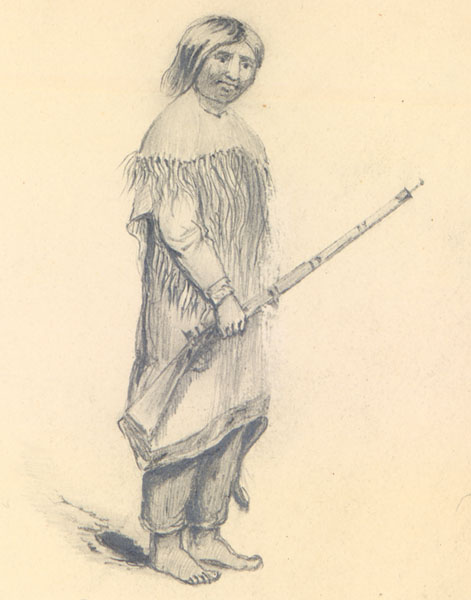
Umpqua indián

A coos, alsó-umpqua és siuslaw indiánok az Amerikai Egyesült Államok Oregon államában, Coos, Curry, Douglas, Lane és Lincoln megyékben élnek.

## Történet
Először 1792-ben találkoztak európaiakkal. Az alsó-umpqua törzs tagjai 1828-ban meggyilkolták Jedediah Smith csoportjának tagjait, 1838-ban pedig megtámadták a Hudson’s Bay Companyt. Az európaiak által behurcolt betegségek miatt az őslakók száma megfogyatkozott.
1860-ban az indiánokat a Siletz rezervátumba költöztették, amelyet három részre osztottak: egy már kezdetben is nyitva volt a külső beköltözők előtt, az Alsea rezervátumban pedig 1875-től vásárolhattak területet.
Az 1916-ban megalakult törzsszövetség alkotmányát 1938-ban fogadták el.

## Gazdaság
A törzsszövetség működteti a Three Rivers kaszinót és a Blue Earth internetszolgáltatót.

## Közigazgatás
A törzsszövetség székhelye Coos Bayben van. A törzsfőnök mandátuma tíz, a képviselőké négy évre szól.

## Beszélt nyelvek
Ma a leggyakrabban használt nyelv az angol, de korábban beszélték a coos és siuslaw szigetnyelveket is; ezek felélesztésére programot indítottak.

## Fordítás
- Ez a szócikk részben vagy egészben  a   Confederated Tribes of Coos, Lower Umpqua and Siuslaw Indians című angol Wikipédia-szócikk ezen változatának fordításán alapul.  Az eredeti cikk szerkesztőit annak laptörténete sorolja fel. Ez a jelzés csupán a megfogalmazás eredetét és a szerzői jogokat jelzi, nem szolgál a cikkben szereplő információk forrásmegjelöléseként.